# Tour de Romandie 2008
62. edycja Tour de Romandie odbyła się w dniach 29 kwietnia – 4 maja 2008 roku. Trasa tego szwajcarskiego, pięcioetapowego wyścigu liczyła 659 km ze startem w Genewie i metą w Lozannie.
Zwyciężył reprezentant Niemiec Andreas Klöden z grupy Team Astana. Jedyny Polak startujący w wyścigu Sylwester Szmyd z Lampre ukończył wyścig na 11. miejscu.

## Etapy
| Etap    | Data        | Start – meta                    | Długość (km) | Zwycięzca etapu    | Lider            |
| Prolog  | 29 kwietnia | Genewa                          | 1.9          | Mark Cavendish     | Mark Cavendish   |
| 1. etap | 30 kwietnia | Morges – Saignelégier           | 182.4        | Maksim Iglinski    | Michael Albasini |
| 2. etap | 1 maja      | Moutier – Freiburg im Üechtland | 170          | Robbie McEwen      | Michael Albasini |
| 3. etap | 2 maja      | Sion – Sion                     | 18.8 (ITT)   | Andreas Klöden     | Andreas Klöden   |
| 4. etap | 3 maja      | Sion – Zinal                    | 112.4        | Francesco De Bonis | Andreas Klöden   |
| 5. etap | 4 maja      | Le Bouveret – Lozanna           | 159.4        | Daniele Bennati    | Andreas Klöden   |

## Wyniki
| M-ce | Imię i nazwisko            | Kraj       | Drużyna             | Czas                         |
| ---- | -------------------------- | ---------- | ------------------- | ---------------------------- |
| 1.   | Andreas Klöden             | Niemcy     | Team Astana         | 16h 43' 20” (39,41 km/godz.) |
| 2    | Roman Kreuziger            | Czechy     | Liquigas            | + 35"                        |
| 3    | Marco Pinotti              | Włochy     | Team High Road      | + 43"                        |
| 4    | Denis Mienszow             | Rosja      | Rabobank            | + 45"                        |
| 5    | Mikel Astarloza            | Hiszpania  | Euskaltel-Euskadi   | + 54"                        |
| 6    | Sandy Casar                | Francja    | Française des Jeux  | + 1' 05"                     |
| 7    | Juan Manuel Gárate         | Hiszpania  | Quick Step          | + 1' 08"                     |
| 8    | John Gadret                | Francja    | Ag2r-La Mondiale    | + 1' 14"                     |
| 9    | Maksim Iglinski            | Kazachstan | Team Astana         | + 1' 48"                     |
| 10   | José Ángel Gómez Marchante | Hiszpania  | Saunier Duval-Scott | + 1' 52"                     |